# Каррен, Джон Джозеф
Джон Джозеф Каррен (англ. John Joseph Curran; 22 февраля 1842, Монреаль, Канада — 1 октября 1909) — канадский государственный деятель, Генеральный солиситор Канады (1892—1895).

## Биография
Вырос в многодетной семье, где был одним из одиннадцати детей. Окончил монреальский колледж Св. Марии и Оттавский университет. В 1862 г. окончил юридический институт Макгилла и в 1863 г. был назначен в коллегию адвокатов Квебека.
В 1865 г. он женился на Мэри Элизабет Бреннан, в их семье родились семеро детей.
В 1882 г. был назначен королевским адвокатом, а в 1885 г. — судьёй Верховного суда Квебека.
В 1892—1895 гг. занимал должность Генерального солиситора Канады.
На протяжении трёх созывов (1882—1896) избирался членом Палаты общин от Консервативной партии.
Также был профессором юридического факультета и заместителем декана Оттавского университета. Сотрудничал с целым рядом периодических изданий и католической энциклопедией.